# Distribució nul·la

En les proves d'hipòtesis estadístiques, la distribució nul·la és la distribució de probabilitat de l'estadística de prova quan la hipòtesi nul·la és certa. Per exemple, en una prova F, la distribució nul·la és una distribució F. La distribució nul·la és una eina que els científics solen utilitzar quan realitzen experiments. La distribució nul·la és la distribució de dos conjunts de dades sota una hipòtesi nul·la. Si els resultats dels dos conjunts de dades no estan fora dels paràmetres dels resultats esperats, es diu que la hipòtesi nul·la és certa.

## Exemples d'aplicació
La hipòtesi nul·la sovint forma part d'un experiment. La hipòtesi nul·la intenta demostrar que entre dos conjunts de dades, no hi ha cap diferència estadística entre els resultats de fer una cosa en lloc de fer una cosa diferent. Per un exemple d'això, un científic podria estar intentant demostrar que les persones que caminan dues milles al dia tenen un cor més saludable que les persones que caminan menys de dues milles al dia. El científic utilitzaria la hipòtesi nul·la per provar la salut del cor de les persones que caminaven dues milles al dia amb la salut del cor de les persones que caminaven menys de dues milles al dia. Si no hi hagués cap diferència entre la seva freqüència cardíaca, el científic podria dir que les estadístiques de la prova seguirien la distribució nul·la. Aleshores, els científics podrien determinar que si hi hagués una diferència significativa, això significa que la prova segueix la distribució alternativa.

## Obtenció de la distribució nul·la
En el procediment de prova d'hipòtesis, cal formar la distribució conjunta de les estadístiques de prova per dur a terme la prova i controlar els errors de tipus I. Tanmateix, sovint es desconeix la distribució real i s'hauria d'utilitzar una distribució nul·la adequada per representar les dades. Per exemple, les proves de mitjanes d'una mostra i dues mostres poden utilitzar estadístiques t que tenen distribució nul·la gaussiana, mentre que les estadístiques F, provant k grups de mitjanes poblacionals, que tenen una distribució nul·la gaussiana. La distribució nul·la es defineix com les distribucions asimptòtiques de les estadístiques de prova transformades per quantils nuls, basades en la distribució nul·la marginal. Durant la pràctica, sovint es desconeixen les estadístiques de prova de la distribució nul·la, ja que es basa en la distribució generadora de dades desconegudes. Els procediments de mostreig, com ara el bootstrap no paramètric o basat en models, poden proporcionar estimadors coherents per a les distribucions nul·les. L'elecció incorrecta de la distribució nul·la té una influència significativa en l'error de tipus I i les propietats de potència en el procés de prova. Un altre enfocament per obtenir la distribució nul·la d'estadístiques de prova és utilitzar les dades de generació d'estimació de distribució nul·la.